# Ihar Barysau
Ihar Barysau (biał. Ігар Пятровіч Барысаў, ur. 24 maja 1982 w Mohylewie) – białoruski polityk i dziennikarz. Od 11 marca 2018 roku рrezes Białoruskiej Socjaldemokratycznej Partii (Hramady). Magister nauk politycznych.

## Życiorys
Pochodzi z rodziny robotniczej. W 2004 roku ukończył studia na Uniwersytecie Białorusko-Rosyjskim w Mohylewie, a w 2009 roku - na Europejskim Uniwersytecie Humanistycznym w Wilnie.
W BSDP (Hramadzie) działa od 2001 roku. Od października 2010 roku pełnił funkcję wiceprzewodniczącego partii, a w roku 2018 został jej prezesem..